# If You Have to Ask
If You Have to Ask è un singolo dei Red Hot Chili Peppers estratto dal loro quinto album in studio, Blood Sugar Sex Magik (1991).

## La canzone
Fu pubblicata come singolo nel 1993.
Si tratta di un brano orecchiabile, con una linea di basso tipicamente funk, riff di chitarra semplici e giri di batteria leggeri. Le due strofe della canzone consistono di rapping senza senso e con alcuni giochi di parole, quasi sussurrati da Anthony Kiedis. Il ritornello spiega proprio il senso inesistente dei testi: John Frusciante dice "Se devi chiedere che vuol dire", e Kiedis completa la frase con "non lo saprai mai". Il finale è affidato ad un assolo di Frusciante.

## Il video
Il video illustra il gruppo in uno dei loro primi concerti mentre eseguono la canzone, qui doppiata dalla versione in studio. Nel suo video appare Arik Marshall, che dopo l'abbandono di John Frusciante nel 1992 lo sostituì alla chitarra nel gruppo.

## Curiosità
Alla fine del brano, dopo che Frusciante ha eseguito l'assolo di chiusura, si sentono gli altri componenti del gruppo e i produttori che applaudono per il suo lavoro. "If You Have to Ask" fu editata con quell'applauso.

## Tracce
CD singolo (1993)
1. "If You Have to Ask (Edit)"
2. "If You Have to Ask (Disco Krisco Mix)"
3. "If You Have to Ask (Scott And Garth Mix)"
4. "Give It Away (In Progress From Funky Monks Video)"

12" singolo (1993)
1. "If You Have to Ask (Disco Krisco Mix)"
2. "If You Have to Ask (Album)"
3. "If You Have to Ask (Friday Night Fever Blister Mix)"
4. "Give It Away (In Progress From Funky Monks Video)"

## Formazione
Gruppo
- Anthony Kiedis - voce
- John Frusciante - chitarra, cori
- Flea - basso, cori
- Chad Smith - batteria, tamburello

Altri musicisti
- Brendan O'Brien - sintetizzatore